# John Martin (tirador)
John Elsden Martin (Glasgow, 17 de maig de 1868 – Glasgow, 27 de juny de 1951) va ser un tirador escocès que va competir a començaments del segle xx.
El 1908 va prendre part en els Jocs Olímpics de Londres, on guanyà una medalla de plata en la prova de rifle militar per equips.